# Inocencio XI
Inocencio XI (Como, 16 de mayo de 1611-Roma, 12 de agosto de 1689) fue el papa 240.º de la Iglesia católica entre 1676 y 1689.

## Orígenes y formación

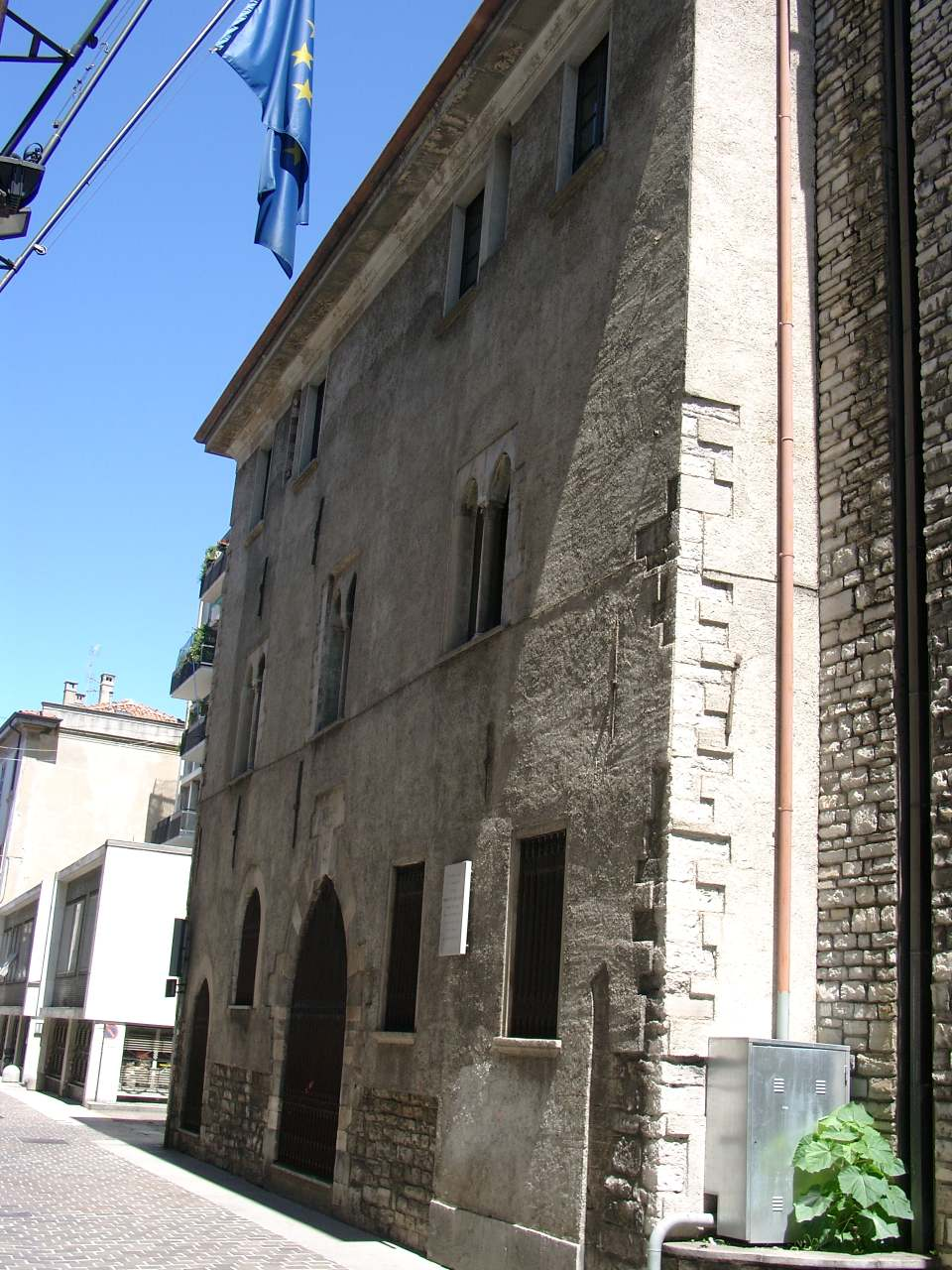
Casa natal de Inocencio XI, en Como.

Nacido Benedetto Giulio Odescalchi, era hijo de Livio Odescalchi, patricio de la ciudad de Como y de su esposa Paola Castelli, una familia de comerciantes de Bérgamo. Su padre murió pronto, pero tres tíos y un hermano suyo fundaron una floreciente banca en Génova que contaba con sucursales en Milán, Venecia, Roma, Nápoles, Núremberg y Cracovia. Este negocio dio una gran prosperidad a la familia. Otro hermano suyo, Giulio Maria Odescalchi, fue monje benedictino y más tarde obispo de Novara (1656-1667).
Hizo sus primeros estudios con los jesuitas de Como. A los quince años realizó el aprendizaje de la profesión de banquero en la sede de la banca familiar en la ciudad de Génova. Estudió en la universidad La Sapienza de Roma y en la de Universidad de Nápoles, doctorándose en esta última en derecho civil y derecho canónico (1639).

## Carrera eclesiástica

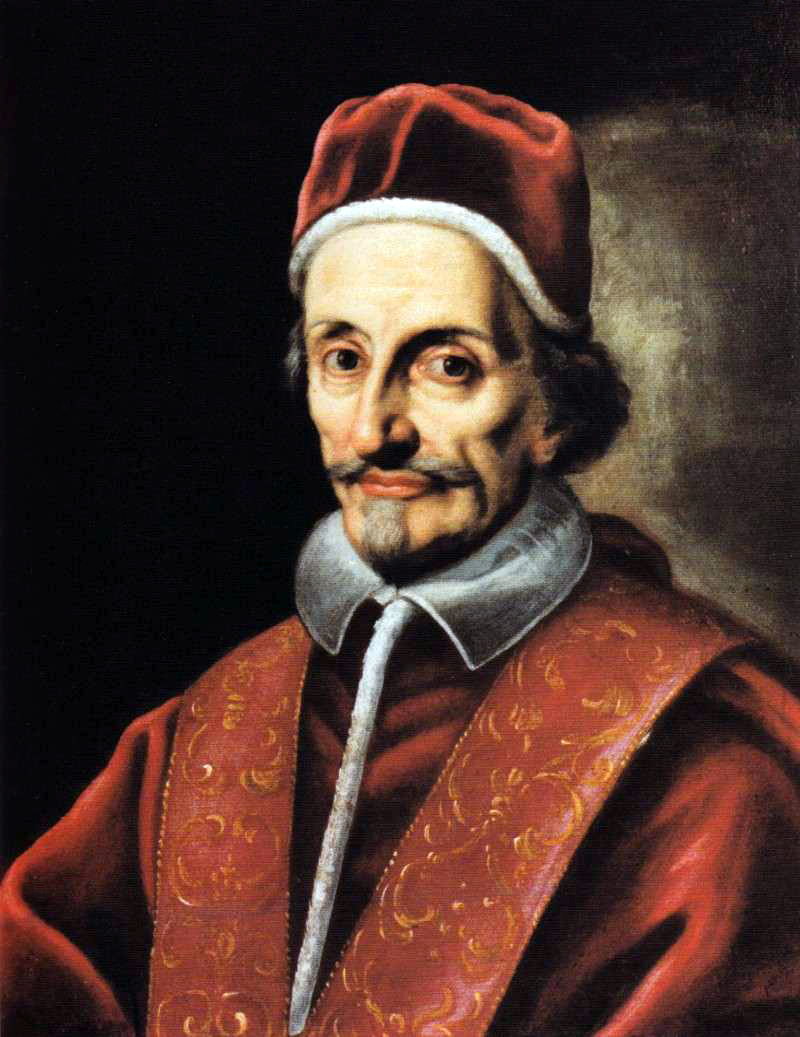
Pintura de Inocencio XI

No constan las circunstancias de su ordenación sacerdotal. En 1640 el papa Urbano VIII lo nombra protonotario apostólico participantium, y dos años después referendario de los tribunales de la Signatura Apostólica de Gracia y de Justicia. El papa Inocencio X  le designó clérigo de la Cámara Apostólica y más tarde presidente de la misma, comisario de Ancona, gobernador de Macerata, comisario financiero de la región de la Marca de Roma y gobernador del Piceno.

### Cardenalato y episcopado
En 1645 el papa Inocencio X lo nombró cardenal diácono de San Cosme y Damián. Dos años después fue designado prefecto del tribunal de la Signatura Apostólica de Gracia y en 1658 legado en la ciudad y territorio de Ferrara, cuando en esta zona estaba asolada por una severa hambruna. El papa lo presentó como el "padre de los pobres". 
En 1650 Odescalchi es consagrado obispo de Novara, posición desde la que gastó todos los ingresos de la sede para ayudar a los pobres y enfermos en la diócesis. Con el permiso del papa renunció al cargo en 1656. Ya en Roma fue consultor de diversas congregaciones y en 1659 cambió su título cardenalicio por el de  San Onofrio . El año siguiente fue nombrado camarlengo del Colegio Cardenalicio.
Participó en los cónclaves: de 1665, de 1667 y de 1669-1670, siendo vetada en este último su candidatura al papado por Jean-François Paul de Gondi, cardenal de Metz con el título de S. Maria sopra Minerva, en nombre de Luis XIV de Francia. Participó en el de 1676, en el cual fue elegido papa.

## Papado

### Elección
La fuerte oposición del rey de Francia Luis XIV tuvo que ceder esta vez a la voluntad de los cardenales y del pueblo romano. Dio precisas instrucciones a los cardenales franceses, pues pretendía nuevamente utilizar su influencia real en contra de la elección de Odescalchi. Pero en vez de esto, viendo que los cardenales y el pueblo romano deseaba a Odescalchi como papa, tuvo que cambiar su orden a los cardenales franceses (el citado Gondi de Retz; Emmanuel Théodose de la Tour d'Auvergne de Bouillon, del título de S. Lorenzo in Panisperna y Gran Limosnero de Francia; César d'Estrées, del título de SS. Trinità al Monte Pincio y Obispo de Laon, y Pierre de Bonzi, del título de S. Onofrio y arzobispo de Toulouse) para que no se interpusieran en su elección. El 21 de septiembre de 1676, y después de cincuenta días de cónclave, Odescalchi fue elegido papa. El 4 de octubre siguiente fue coronado en la Basílica Vaticana por el cardenal Francesco Maidalchini, protodiácono de S. Maria in Via Lata.

### Humildad
El día de su elección se negó a que se le rindieran honores, llegando a prohibir la cena fastuosa que le estaban preparando, dando la orden de donar todo el dinero previsto para el fasto, a los pobres.
Se negó a que un sastre le confeccionara un traje papal nuevo y pidió vestir el de su predecesor, pese a que este era de menor estatura que él, por lo que el pantalón ajustaba la botamanga por encima de sus tobillos. Lo justificó diciendo: No está roto y seré yo el primero en demostrar las nuevas medidas de austeridad para todos los Estados Pontificios.

### Reforma de la Administración Vaticana

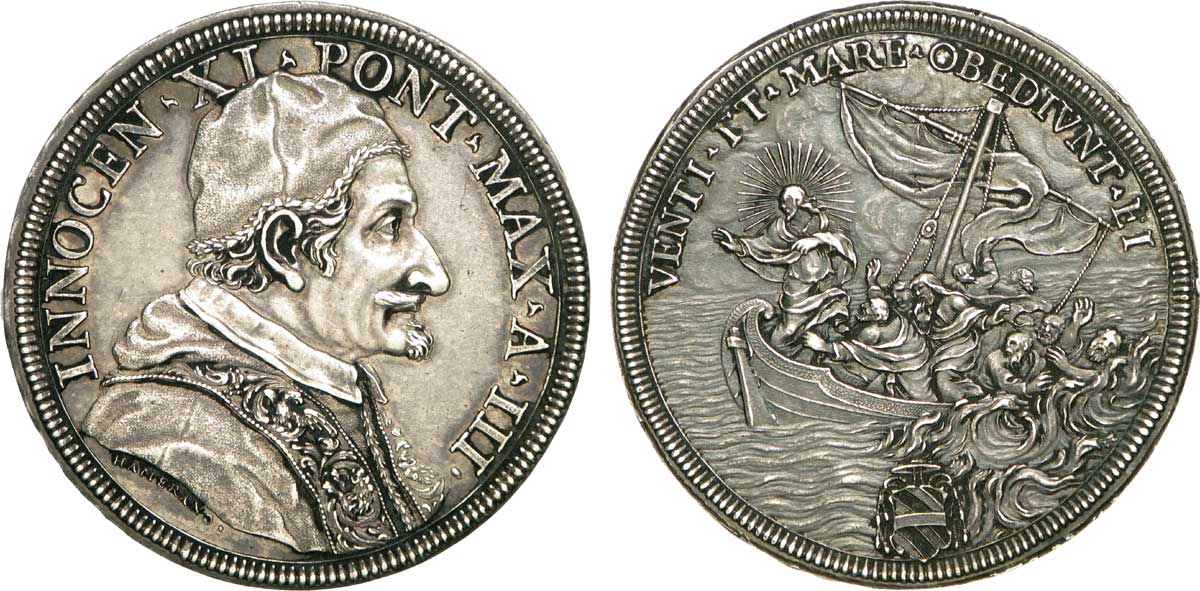
Inocencio XI (1678-1679)

Tras su ascenso, Inocencio XI dirigió todos sus esfuerzos a reducir los gastos de la Curia. 
El papa Inocencio XI despreciaba la práctica del nepotismo y sólo se ofreció para ser elegido como papa después que el Colegio Cardenalicio aceptase sus reformas, entre las que se incluía la prohibición del nepotismo. Sin embargo, Inocencio XI tuvo que retractarse luego de fracasar tras no recibir el apoyo de la mayoría de los cardenales para llevar a ejercicio la bula que prohibía el nepotismo, la cual había sido pacientemente compuesta entre 1677 y 1686. 
Inocencio XI negó las súplicas de la corte papal interna para llevar a su único sobrino, Livio Odescalchi, príncipe de Sirmio (en Panonia), a Roma. 
Vivió austeramente y exhortó a los cardenales a que hicieran lo mismo. De esta manera no solo cuadró el déficit anual, que al momento de su toma de posesión sumaba 170 000 escudos,  sino que al cabo de pocos años consiguió un superávit. No perdió el tiempo en manifestarse como un reformador y como un corrector de los abusos administrativos. Empezando por el propio el clero buscaba elevar el nivel moral de los laicos. 
En 1679 condenó  65 proposiciones, tomadas de los escritos de Escobar, Francisco Suárez y otros, como "propositiones laxorum moralistarum" y prohibió su enseñanza bajo pena de excomunión.
Caso Miguel de Molinos: Su amigo el papa Inocencio XI, terminó por ratificar la sentencia del tribunal de la Inquisición, el 20 de noviembre de 1687 con la bula Coelestis pastor, por el cual 68 proposiciones fueron condenadas como blasfemias y herejías.

### Relaciones con Francia
Todo el pontificado de Inocencio XI estuvo marcado por un forcejeo continuo con Luis XIV. Todos sus esfuerzos se centraron en inducir al Rey Sol a respetar los derechos de la Iglesia. 
En 1682 Luis XIV convocó una asamblea del Clero Francés la cual adoptó los cuatro artículos que fueron conocidos como las Libertades Galicanas. Inocencio anuló los cuatro artículos el 11 de abril de 1682, y excomulgó a todos los futuros candidatos episcopales que formaron parte de la asamblea.
Para apaciguar al papa, creyendo ganarse sus favores en 1685 Luis XIV revocó el Edicto de Nantes e inició una desproporcionada persecución contra los protestantes. Inocencio XI expresó su disgusto conminándolo a retractarse.
Ese mismo año, el papa, abolió el derecho de asilo, bajo el cual los embajadores en Roma podían proteger en sus embajadas a cualquier criminal buscado por las cortes de justicia. Inocencio XI notificó al embajador francés, el Marqués de Lavardin, que no sería reconocido como Embajador en Roma a menos que renunciara a este derecho, pero Luis XIV no quería renunciar al mismo y a la cabeza de una fuerza armada de 800 hombres, Lavardin entró en Roma en noviembre de 1687, y tomó posesión de su palacio. Inocencio XI lo trató como excomulgado y agregó un interdicto a la iglesia de San Luis de Francia el (24 de diciembre de 1687).

### Controversia de Colonia
La tensión entre el papa y el rey de Francia aumentó más cuando el papa procedió a llenar la vacante en la sede del arzobispado de Colonia. Los dos candidatos para la sede eran el Cardenal William Egon Fürstenberg, en esos momentos Obispo de Estrasburgo, y Joseph Clemens de Baviera. Fürstenberg era una herramienta en manos de Luis XIV, y si era designado como Arzobispo y Elector de Colonia, la preponderancia francesa se consolidaría en Alemania. Joseph Clemens no solo era el candidato del Emperador Leopoldo I de Austria sino que también de todos los líderes europeos, con la excepción del Rey de Francia, con el apoyo del Rey Jacobo II de Inglaterra. 
En la elección, que fue realizada el 19 de julio de 1688, ninguno de los candidatos recibió la cantidad requerida de votos y por ello la decisión final, entonces, recaía en Inocencio XI, que designó a Joseph Clemens en el cargo, descartando a Fürstenberg. Luis XIV procedió, en represalia a tomar posesión del territorio papal de Aviñón, tomando preso al nuncio papal y apelando a un consejo general de cardenales católicos franceses, sin ocultar sus intenciones de separar a los católicos franceses de la obediencia al Papado, pero Inocencio XI se mantuvo firme. La subsiguiente caída de Jacobo II de Inglaterra en noviembre del mismo año impactó negativamente en la influencia francesa sobre Europa y poco después de la muerte de Inocencio XI el pleito entre Luis XIV y el Papado fue arreglado en favor de este último.

### Relaciones exteriores con Inglaterra
Inocencio XI despachó a Ferdinando d'Adda como nuncio ante la corte de Inglaterra, convirtiéndose este en el primer representante de la Iglesia Católica en suelo inglés en más de cien años. Aun así, el papa no aprobaba la manera imprudente bajo la cual Jacobo II intentaba restaurar la influencia decisiva del catolicismo entre sus compatriotas, notando además lo impopular de este esfuerzo del monarca entre masas y élites inglesas. 
Repetidamente Inocencio XI expresó su incomodidad hacia el apoyo que Jaime II le daba a Luis XIV en sus medidas hostiles en contra del poder temporal del Papado, por lo cual no era sorprendente la poca simpatía del pontífice hacia el rey católico de Inglaterra. No parece haber, por otro lado, ningún tipo de base para la acusación de que Inocencio XI estuviera informado y apoyara los designios de Guillermo de Orange para deponer a Jacobo II y tornarse rey de Inglaterra, como en efecto sucedió en 1688.

### 1683: la gran derrota turca
La coalición de reinos católicos denominada Liga Santa fue promovida por Inocencio XI y logró derrotar un gran ejército otomano en la batalla de Kahlenberg, el 12 de septiembre de 1683, a las puertas de Viena. La coalición reunía 170 000 soldados, hombres provenientes de los estados alemanes, del Imperio, de la nobleza italiana, y especialmente de Polonia-Lituania bajo la jefatura personal de su rey, Juan III Sobieski. Estas fuerzas vencieron en Kahlenberg a una gran fuerza de casi 300 000 soldados otomanos, que venían avanzar desde la frontera meridional de Hungría en un esfuerzo por aplastar de una vez al reino austriaco y extender la influencia del Imperio Otomano desde los Balcanes a Europa Central.
Francia no formaba parte de la Liga debido a su alianza político-comercial con el Imperio Otomano, basada en la mutua hostilidad franco-otomana hacia los Habsburgo, obligándose Francia a apoyar a la corte de Estambul, lo cual valió a Luis XIV el apodo "le roi maure" (el rey moro)
Luego de este rotundo triunfo en la batalla de Viena, Inocencio XI no tuvo ninguna reserva para inducir a los príncipes cristianos a que  completaran la expulsión de los turcos del resto de Europa, contribuyendo financieramente para ello. De hecho la Liga Santa continuó su ofensiva contra el Imperio Otomano, militarmente debilitado tras perder miles de efectivos en Viena; con ello los austriacos atacaron y tomaron las ciudades húngaras de Buda y Pest en 1686, y la República de Venecia lanzó una expedición en Grecia, que conquistó el Peloponeso. Durante el ataque de Venecia de 1687 sobre la ciudad de Atenas, soldados otomanos que ocupaban la ciudad convirtieron el Partenón en una bodega de municiones, pero un mortero veneciano golpeó el Partenón, detonando la pólvora almacenada en su interior y destruyéndolo parcialmente.
Por su parte, Inocencio XI no tuvo la satisfacción de conocer de la captura austriaca de Belgrado, el 6 de septiembre de 1688, muriendo antes de la Paz de Karlowitz de 1699 que marcó la decadencia otomana en los Balcanes.

### Canonizaciones
Durante su pontificado Inocencio XI canonizó a Pedro Armengol (1687).

## Muerte

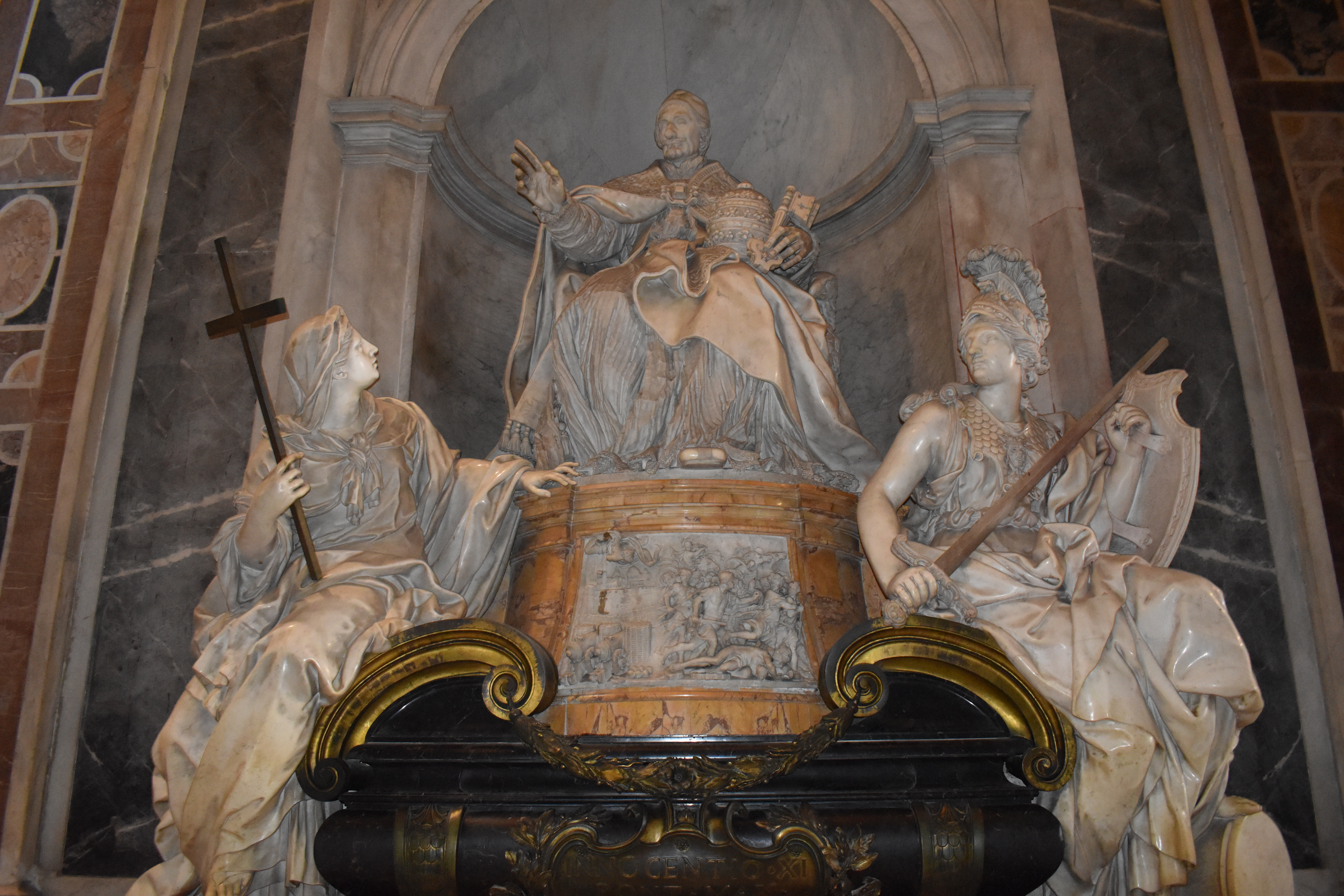
Tumba de Inocencio XI, en la basílica de San Pedro.

Inocencio XI murió en Roma el 12 de agosto de 1689, después de una larga agonía, víctima de complicaciones por cálculos renales.
Miles de romanos acudieron a la plaza de San Pedro y proclamaron: Santo subito! (¡santo de inmediato!).
En la embajada francesa se realizaron banquetes para festejar su deceso.
Fue enterrado en la patriarcal basílica Vaticana, bajo el altar de San Sebastián.

## Beatificación
El proceso para su beatificación fue comenzado en 1714 pero la influencia de Francia forzó su suspensión en 1744. En el siglo XX fue reabierto y el papa Pío XII anunció su beatificación el 7 de octubre de 1956.
La conmemoración del beato Inocencio XI tiene lugar el 12 de agosto, aniversario de su muerte.
Las profecías de San Malaquías se refieren a este papa como Bellva insatiabilis (La bestia insaciable), cita que al parecer hace referencia a:
1- que en su escudo de armas figuraba un león (Belva)
2- que estuvo próximo al cardenal Cibo (cibus = "comida")
3- al modo de defender los intereses católicos y de Europa ante los desplantes y las traiciones de Luis XIV. 
El 8 de abril del 2011, el cuerpo de Inocencio XI fue trasladado de la capilla de San Sebastián a la de la Transfiguración, de manera que la capilla quedó vacía para colocar el ataúd del papa Juan Pablo II después de la beatificación de este último, el 1 de mayo del mismo año.